# Lance Barber
Lance Barber (* 29. Juni 1973 in Battle Creek, Michigan) ist ein US-amerikanischer Schauspieler, der durch seine zahlreichen Auftritte im US-Fernsehen Bekanntheit erlangte.

## Leben und Karriere
Lance Barber wurde in Battle Creek im US-Bundesstaat Michigan geboren, wo er auch aufwuchs, und fasste den Wunsch, Schauspieler zu werden, bereits im Alter von sieben Jahren, nachdem er am Barn Theatre eine Vorstellung von Grease gesehen hatte. Während seiner Zeit an der Pennfield High School, die er 1991 mit Abschluss verließ, trat er bereits in einigen Schulproduktionen auf. Dies tat er in der Folge auch am Kellogg Community College.
Nach einem Jahr am Barn Theatre, bei dem er etwa mit Jennifer Garner auftrat, zog Barber nach Chicago, wo er eine Zeit lang Teil einer Improvisations-Comedy-Gruppe bei der Second City war. Daraufhin verschlug es ihn nach Los Angeles, um sich einen besseren Zugang zu Schauspielrollen zu ermöglichen. Im Jahr 2001 war er das erste Mal vor der Kamera zu sehen, als er in einer Episode von Emergency Room – Die Notaufnahme auftrat. In der Folge trat Barber in zahlreichen Fernsehserien, in erster Linie Episodenrollen, auf, darunter On the Spot, Joey, Gilmore Girls, Californication, The Mentalist, CSI: Miami, Grey’s Anatomy, The Big Bang Theory, How I Met Your Mother, Franklin & Bash, Hot in Cleveland, Masters of Sex, Monk, Brooklyn Nine-Nine und Black-ish.
Seine Filmauftritte umfassen Werke wie etwa Like Mike, Bad Meat, The Godfather of Green Bay, The Lather Effect, Es lebe Hollywood, Ein verlockendes Spiel oder Gangster Squad. Weiterhin war Barber in wiederkehrenden Serienrollen zu sehen, so spielte er unregelmäßig von 2005 bis 2014 als Paulie G. in The Comeback mit. Von 2014 bis 2016 war er an Faking It beteiligt. Auch in It’s Always Sunny in Philadelphia war er als Billy Ponderosa von 2010 bis 2017 zu sehen.
Von 2017 bis 2024 spielte er eine der Hauptrollen der Sitcom Young Sheldon. Im Spin-off der Erfolgsserie The Big Bang Theory, welche die Vorgeschichte der Serie erzählt, spielte er George Cooper Sr., den Vater des Genies Sheldon Cooper. Die Besetzung Barbers in der Rolle des Vaters löste bei einigen Fans Verwirrung aus, nachdem er in der Mutterserie bereits in der Rolle des Mobbers Jimmy Speckerman zu sehen gewesen war.

## Privates
Barber lebt mit seiner Frau Aliza und den zwei gemeinsamen Kindern in Los Angeles.

## Filmografie (Auswahl)
- 2001: Emergency Room – Die Notaufnahme (ER, Fernsehserie, Episode 8x05)
- 2001, 2006: Gilmore Girls (Fernsehserie, 2 Episoden, verschiedene Rolle)
- 2002: Tenfold
- 2002: Like Mike
- 2003: On the Spot (Fernsehserie, 5 Episoden)
- 2004: Yes, Dear (Fernsehserie, Episode 4x12)
- 2004: Bad Meat
- 2004: Come to Papa (Fernsehserie, Episode 1x04)
- 2005: The Godfather of Green Bay
- 2005: Joey (Fernsehserie, Episode 2x11)
- 2005–2014: The Comeback (Fernsehserie, 21 Episoden)
- 2006: Thick and Thin (Fernsehserie, eine Episode)
- 2006: The Lather Effect
- 2006: Es lebe Hollywood (For Your Consideration)
- 2007: Californication (Fernsehserie, 3 Episoden)
- 2007: The Hill (Fernsehfilm)
- 2008: Ein verlockendes Spiel (Leatherheads)
- 2008: The Middleman (Fernsehserie, Episode 1x07)
- 2008: Shades of Ray
- 2008: The Mentalist (Fernsehserie, Episode 1x06)
- 2009: Monk (Fernsehserie, Episode 8x04)
- 2009: CSI: Miami (Fernsehserie, Episode 8x05)
- 2010: Grey’s Anatomy (Fernsehserie, Episode 6x18)
- 2010: Taras Welten (United States of Tara, Fernsehserie, 2 Episoden)
- 2010: Justified (Fernsehserie, Episode 1x04)
- 2010–2018: It’s Always Sunny in Philadelphia (Fernsehserie, 11 Episoden)
- 2011: Harry’s Law (Fernsehserie, Episode 2x10)
- 2011, 2018: The Big Bang Theory (Fernsehserie, 2 Episoden)
- 2012: How I Met Your Mother (Fernsehserie, Episode 7x24)
- 2012: The Soul Man (Fernsehserie, Episode 1x02)
- 2012: Baby Daddy (Fernsehserie, Episode 1x08)
- 2013: Gangster Squad
- 2013: Alex und Whitney – Sex ohne Ehe (Whitney, Fernsehserie, Episode 2x07)
- 2013: Franklin & Bash (Fernsehserie, Episode 3x07)
- 2013: The Crazy Ones (Fernsehserie, Episode 1x10)
- 2014: Bob’s Burgers (Fernsehserie, Episode 4x14, Stimme)
- 2014: Hot in Cleveland (Fernsehserie, Episode 5x17)
- 2014: Masters of Sex (Fernsehserie, Episode 2x11)
- 2014–2016: Faking It (Fernsehserie, 8 Episoden)
- 2015: Dr. Ken (Fernsehserie, Episode 1x10)
- 2016: Brooklyn Nine-Nine (Fernsehserie, Episode 4x10)
- 2016–2017: Black-ish (Fernsehserie, 2 Episoden)
- 2017: King Julien (Fernsehserie, Episode 5x06, Stimme)
- 2017–2024: Young Sheldon (Fernsehserie, 141 Episoden)
- 2021: Raunch and Roll
- 2023: Fool’s Paradise
- 2025: Georgie & Mandy (Georgie & Mandy’s First Marriage, Fernsehserie, Episode 1x12)